# Juan Ignacio Moreno y Maisanove
Juan de la Cruz Ignacio Moreno y Maisonnave, (Ciudad de Guatemala, 24 de noviembre de 1817 - Madrid, 28 de agosto de 1884) fue un jurista, senador y teólogo español, miembro del Tribunal de la Rota española, Cardenal Arzobispo de Valladolid y Cardenal Arzobispo Primado de Toledo.

## Biografía
Nace en la actual Guatemala, hijo de miembros de la nobleza española.  Su padre, el hidalgo don Miguel Moreno y Morán de Butrón, descendiente de la Casa de Butrón, linaje de la nobleza feudal de la Corona de Castilla, descendiente directo de la casa de Haro, la casa de Borgoña y por esta línea familiar de los monarcas de los reinos de Asturias, Castilla, León, Aragón, Navarra, Portugal, la dinastía de los Capetos de Francia, la dinastía Hohenstaufen de Alemania, la casa de Plantagenet de Inglaterra, la casa de Normandía y la casa de Uppsala, nacido en Guayaquil (actual Ecuador), Magistrado de las Cortes de Cádiz y Oidor de la Real Audiencia de Guatemala y de doña María de los Dolores de Maisonnave y López, natural de Cádiz y emparentada con los condes de Coello de Portugal, Grandes de España. Es su hermano don Teodoro Moreno y Maisonnave, conde de Moreno, Caballero de la Orden de Montesa.  Por su padre es primo hermano del presidente de Ecuador, don  Gabriel García Moreno y Morán de Butrón, duque de la Santa Fe, Gran Collar de la Orden de Pio IX..  En Madrid estudia Derecho en la universidad. En 1842 se doctora en Derecho y comienza a trabajar como abogado. 
Una vez comenzada su carrera laboral en la abogacía empieza a pensar en el mundo religioso y decide dedicarse al sacerdocio y así el 1 de julio de 1849 es ordenado sacerdote.
Una vez ordenado es enviado a Burgos para desempeñar el cargo de provisor de la diócesis y un tiempo después vicario general. Dos años después de su llegada a Burgos, en 1851 es nombrado archidiácono de la catedral.
El 30 de abril de 1853 es nombrado para un cargo en el Tribunal de la Rota en Madrid.
El 25 de septiembre de 1857 es nombrado para el puesto de obispo de Oviedo tomando posesión del cargo el 8 de diciembre de 1857. Se mantiene seis años al frente del obispado de Oviedo hasta que es promulgado para el arzobispado de Valladolid el 1 de octubre de 1863. Toma posesión del obispado el 10 de enero de 1864.
El 13 de marzo de 1868 es nombrado cardenal por el Papa Pío IX. Se convierte así en el primer Cardenal nacido en América y de padres criollos. 
En 1878 participó en el cónclave que eligió al Papa León XIII en el Concilio Vaticano I.
El 5 de julio de 1875 fue nombrado Arzobispo Primado de España y arzobispo de Toledo.
Fallece en Madrid el 28 de agosto de 1884.